# Haubica oblężnicza 15-calowa
Haubica oblężnicza 15-calowa (ang. BL 15-inch howitzer) – brytyjska haubica oblężnicza o kalibrze 380 milimetrów używana przez British Army w czasie I wojny światowej.

## Historia
Armia brytyjska nigdy nie zamawiała haubicy o takim kalibrze, ale otrzymała ją jako raczej niechciany prezent w wyniku prywatnej inicjatywy fabryki zbrojeniowej Coventry Ordnance Works, która działając bez porozumienia z brytyjskim War Office (Biurem Wojny), zaprojektowała powiększoną wersję haubicy 9,2-calowej. Ponieważ jednym z szefów fabryki był wysoki oficer Royal Navy Reginald Bacon, który właśnie przeszedł w stan spoczynku, nie miał on żadnych problemów z dotarciem do wysokich sfer rządowych w celu sprzedania tej nowej broni. Jedną z osób, która usłyszała o tej haubicy, był ówczesny Pierwszy Lord Admiralicji Winston Churchill, który postanowił włączyć te monstrualne haubice do wyposażenia Royal Navy, aby w taki sposób podkreślić obecność Królewskiej Marynarki Wojennej na froncie zachodnim I wojny światowej.
Początkowo zamówiono jeden egzemplarz, który został przekazany dla Royal Marines i natychmiast wysłany do Francji, a jeszcze przed pojawieniem się tej broni na froncie zamówiono 11 dalszych egzemplarzy. Jeden z nich wysłano w 1915 do Gallipoli, ale nie wylądował na tureckim półwyspie.

## Zastosowanie bojowe
Już na początku okazało się, że nowa broń sprawia więcej kłopotów, niż jest tego warta. Jej podstawową wadą była wysoka masa własna wynosząca 94 tony i bardzo niski maksymalny zasięg jak na broń tego kalibru, wynoszący niecałe 10 kilometrów. Haubica wymagała obsługi przynajmniej 12 osób, przewożono ją w 9 częściach a ustawienie jej na nowym stanowisku trwało kilka dni. W takich sytuacjach stawała się bardzo łatwym celem dla ognia przeciwartyleryjskiego baterii nieprzyjacielskich. W 1916 dowództwo Royal Navy przekazało 12 haubic jako podarunek dla sił lądowych Royal Artillery, które przyjęły tę broń bez entuzjazmu, wyłącznie z powodów politycznych. Wykorzystano ją między innymi w bitwie pod Loos (1915), bitwie nad Sommą (1916) i bitwie pod Passendale (1917). Przez całą wojnę wystrzelono z niej 25 332 pociski (każdy o masie 635 kg).    
Po zakończeniu I wojny światowej armia brytyjska szybko pozbyła się tych haubic, przekazując je Białym Rosjanom walczącym z bolszewikami w czasie wojny domowej w Rosji.

## Galeria

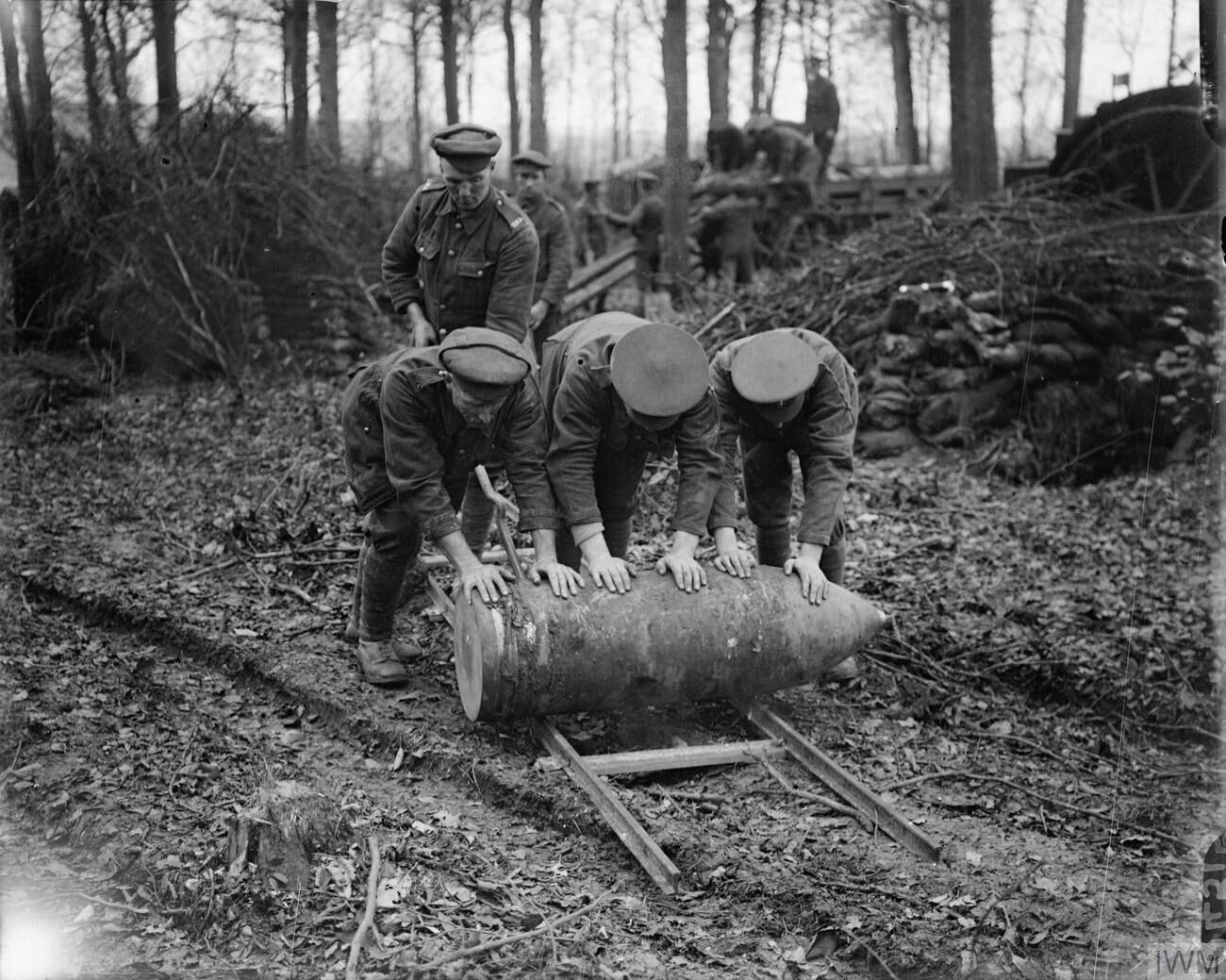
Przetaczanie pocisku do haubicy w czasie bitwy nad Sommą (1916)
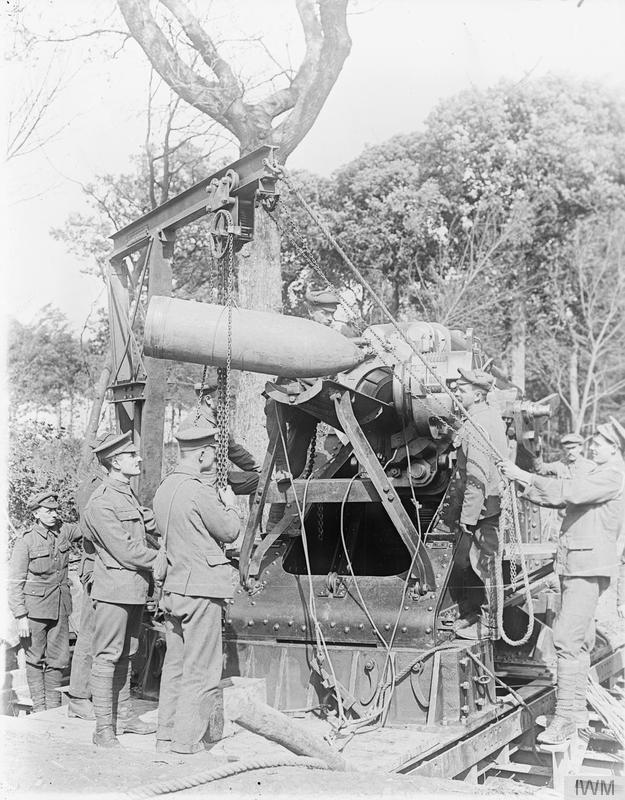
Ładowanie pocisku do haubicy
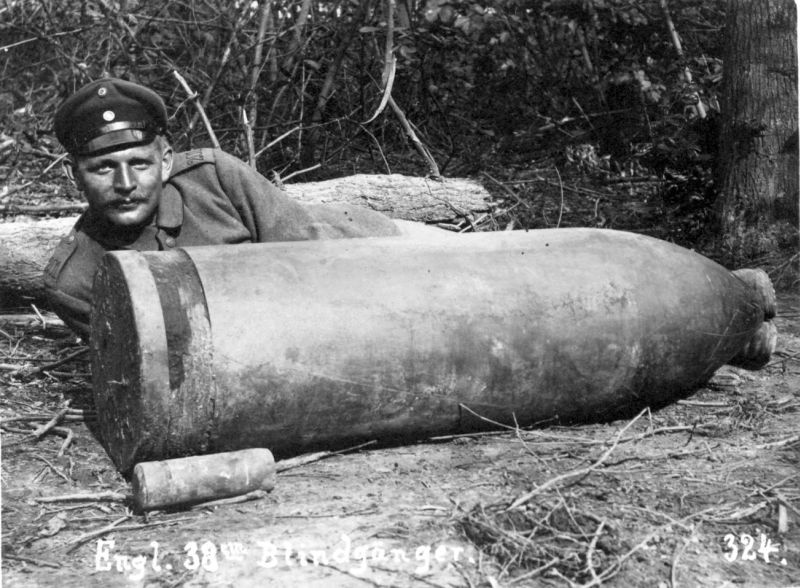
Niemiecki żołnierz pozuje z pociskiem który nie wybuchł